# L'Indépendant des Basses-Pyrénées
Pour les articles homonymes, voir L'Indépendant.
L'Indépendant des Basses-Pyrénées est un quotidien fondé par Émile Garet qui paraît du 16 octobre 1867 au 19 aout 1944  à Pau, en France. C'est l'un des deux grands quotidiens béarnais de l'Entre-deux-guerres, avec son concurrent, Le Patriote des Pyrénées.

## Historique
Après six années de démarches infructueuses, Émile Garet obtient en 1867 de l’administration l’autorisation de publier un journal, mettant fin au monopole de l’information locale du Mémorial des Pyrénées, relais de la propagande gouvernementale.
Émile Garet assurera jusqu’à sa mort la direction politique de l’Indépendant des Basses-Pyrénées. Dans le premier numéro du 16 octobre 1867, il annonce créer un journal républicain totalement indépendant et vouloir « le rétablissement sincère d’un régime libéral » et appelle de ses vœux le jour où pourront s’unir « deux vieux mots de notre langue politique, qui depuis longtemps semblent s'exclure l'un l'autre : ordre et liberté ».

« Il n'est solidaire d'aucun parti, d'aucune opinion dont il ait à subir les exigences, il n'est inféodé à aucune coterie locale, à aucune ambition individuelle dont il ait accepté la pression. Indépendant de tout et de tous. »

Journal de l’opposition libérale jusqu’à la fin du Second Empire, l’Indépendant des Basses-Pyrénées devient l’organe du parti républicain modéré sous la IIIe République. Encourageant « par sa sagesse… le ralliement des indécis sans le concours desquels la République n’aurait pu s’asseoir solidement en Béarn », il jouit d’une « influence énorme dans les milieux républicains ».
En 1904 Emile Garet se retire de la vie politique et cède la direction du journal à Octave Aubert.
À la fin du XIXe siècle, son concurrent Le Mémorial des Pyrénées s'essouffle, en raison notamment de la séparation de l'Église et de l'État qui a pour conséquence une nouvelle orientation de la hiérarchie catholique. C'est ainsi que Le Patriote des Pyrénées succède en 1919 et perpétuant l'ancienne opposition politique.
Jusqu'à son rachat par Henri Lillaz en 1934, L'Indépendant s’oppose à son concurrent catholique Le Patriote. Aubert signe ses articles du nom de Byzantini ou de ses initiales : «O A», et s'en prend régulièrement à l'abbé Pon, fondateur et directeur du Patriote. Cette lutte politique incessante tourne parfois à la querelle et donne lieu à plusieurs procès retentissants.
À la suite de ces polémiques, l'abbé Pon cesse d'écrire pour se consacrer à la partie administrative du journal et éviter ainsi de croiser le fer avec Octave Aubert. La lutte d'influence entre les deux journaux est particulièrement intense en périodes d'élections où chaque quotidien soutient les candidats de son camp.
Durant l'entre deux Guerres les relations sont tendues entre les deux quotidiens, en raison de l'anticléricalisme de L'Indépendant, toujours aussi virulent vis-à-vis de son concurrent catholique. L’Indépendant, journal de la gauche laïque, défend les idées de Louis Barthou jusqu'à son rachat en 1929 par Henri Lillaz, alors député de l'arrondissement d'Oloron.
L'Indépendant est finalement racheté le 1er septembre 1936 par Richard Chapon.
À la veille de la Seconde Guerre mondiale, sa zone de diffusion s'étend sur les départements des Basses et Hautes-Pyrénées, une partie du Gers et des Landes. L'Indépendant compte également des abonnés en France, dans les colonies françaises ainsi qu'à l'étranger : Angleterre, Amérique du Sud et du Nord.
L'Indépendant a détruit ses archives peu de temps avant la Libération, plusieurs de ses employés participant à la Résistance.
Le journal cesse ses activités à la Libération, tout comme Le Patriote des Pyrénées, accusés d'avoir été trop serviles à l'égard des nazis.

## Journalistes
- Louis Barthou[5].
- Gaston Bénac[6]